# 醜陋的莫斯科佬滾出烏克蘭
“醜陋的莫斯科佬滾出烏克蘭”（羅馬化：Het z Ukrainy, moskal nekrasyvyi）是來自芭蕾舞者貝拉·庫特森科的獨白中的一句話，由韋爾卡·塞爾久奇卡於2004年創作。2022年，它被製成音樂作品的樣本後受到歡迎。俄羅斯開始全面入侵烏克蘭後，達尼爾科的演講迅速走紅。

## 用於音樂上
2022年3月，烏克蘭樂團Vivienne Mort的主唱Daniela Zayushkina在 Facebook上發布了一段视频，她在一段叛逆旋律中引用了Bella Kutsenko的一句話，該視頻迅速走紅。
2022年4月，烏克蘭歌手傑莉·海爾發布了歌曲和视频剪輯“#醜陋的俄國佬（滾出烏克蘭）” ，其中摘錄了Danilko的表演。這首烏克蘭民間曲調的歌曲提到了弗拉基米爾·澤連斯基、維塔利·金、阿列克謝·阿列斯托維奇和烏克蘭武裝部隊, 以及已廣為人知的故事——吉普賽人如何從俄羅斯偷走了一輛坦克，和一名婦女如何從陽台上用一罐黃瓜擊落一架俄羅斯無人機。該音樂影片在烏克蘭YouTube趨勢中排名第一。

## 演變為口號
2022年6月4日，波爾塔瓦去俄羅斯化請願書作者阿列克謝·洛格維諾夫在蘇聯軍事領導人尼可拉·瓦圖京紀念碑上掛起了「醜陋的俄國佬滾出烏克蘭！」的橫幅。